# ئی‌ام‌دی جی‌تی۲۲اچ‌دابلیو-۲
ئی‌ام‌دی جی‌تی۲۲اچ‌دابلیو-۲ (انگلیسی: EMD GT22HW-۲) یک لوکوموتیو دیزلی ساخت شرکت الکترو-موتیو دیویژن و دورو داکوویچ است.
این لوکوموتیو که مابین سال‌های ۱۹۸۱ تا ۱۹۸۴ ساخته میشده دارای ۱۲ سیلندر، ۲۳۳۰ اسب بخار توان خروجی و ۱۲۴ کیلومتر در ساعت سرعت نهایی است.

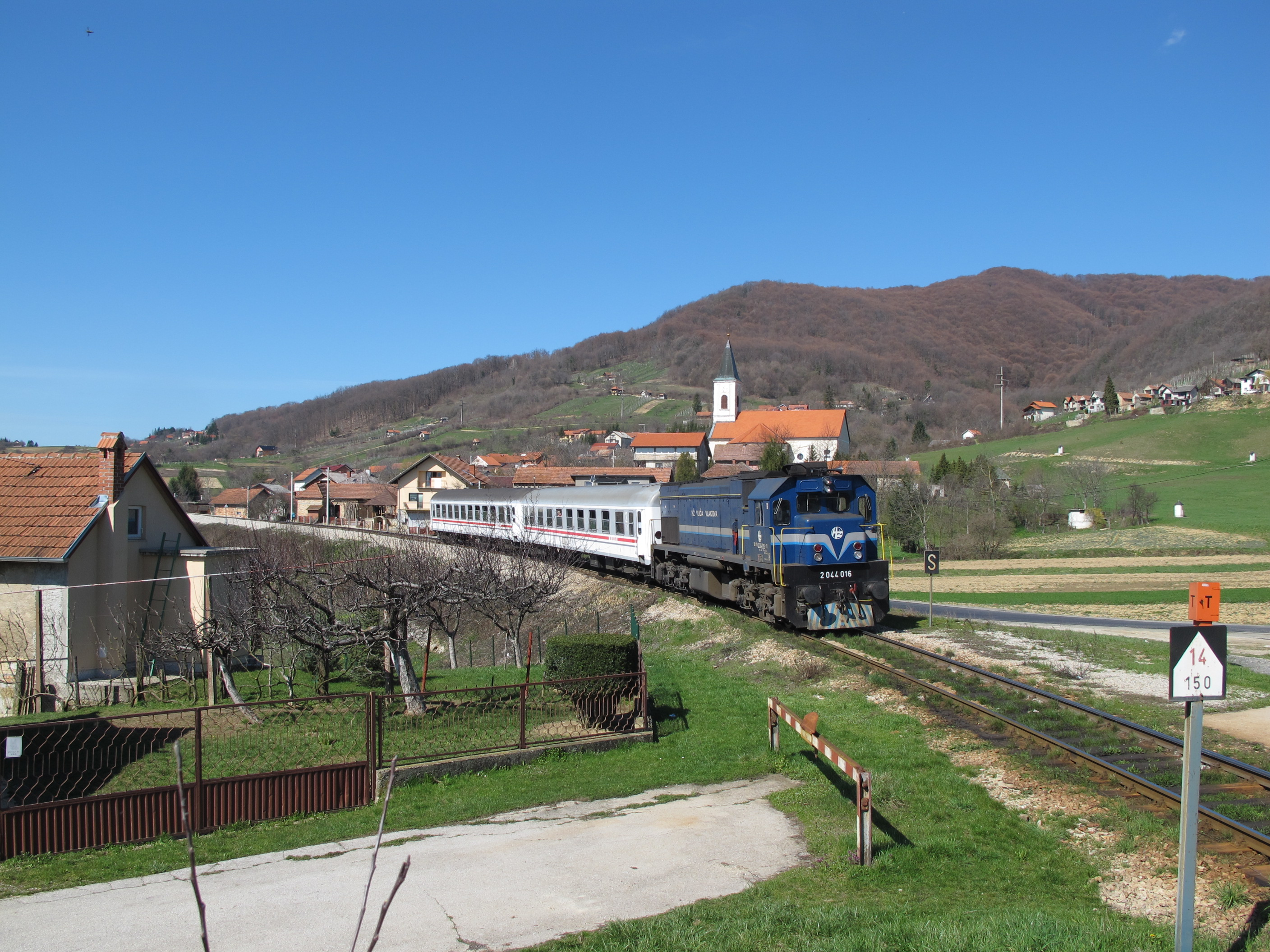
HŽ 2044 016